# Обама (гора)
Пагорб Боґґі (англ. Boggy Peak, з 4 серпня 2009 до 2016 року був відомий як Гора Обама, англ. Mount Obama) — найвища точка держави Антигуа і Барбуда, розташована в південно-західній частині острова Антигуа. З вершини відкривається вид на сусідні острови Монтсеррат і Гваделупа.

## Історія
Боґґі — найвища точка гірської системи Шекерлі, саме тут збиралися селяни-раби, що ховалися в лісі. 4 серпня 2009 року в день народження президента США Барака Обами прем'єр-міністр Антигуа і Барбуда Болдвін Спенсер повідомив про офіційне перейменування пагорба Боґґі Пік в гору Обама. Біля підніжжя гори встановлено кам'яний монумент з написом «Гора Обама, названа так на честь історичних виборів 4 листопада 2008 року, на яких Барак Хуссейн Обама став першим чорношкірим президентом США. В знак вдячності, захоплення і надії». У 2016 році пагорбу була повернута попередня назва Боґґі.